# 动脉粥样硬化
动脉粥样硬化（英語：atherosclerosis）或粥样硬化，是动脉内膜因多种原因损伤后，内膜下积聚脂质、复合糖类并引发出血、血栓形成、纤维组织增生，使动脉管壁增厚、管腔缩小、血流受阻、管壁变硬和弹性减退的现象。
粥样斑块（atheromatous plaque）或粥瘤（atheroma）则是动脉粥样硬化的典型病变，结构由中央含脂肪和钙的无定形粥样脂肪核（fatty core）及外覆的纤维帽（fibrous cap）组成。在显微镜下，动脉内膜呈现黄色粥样改变，引而得名。粥样斑块除脂质和钙质沉着外，另含巨噬细胞、T淋巴细胞、细胞外基质以及坏死碎片聚集，进而导致动脉壁增厚，是心血管疾病的主要病因。
動脈粥樣硬化的早期通常沒有症狀，嚴重時視其影響的動脈所在，可能造成冠狀動脈疾病、中風、周邊動脈疾病以及腎功能衰竭。一般而言，動脈粥樣硬化的相關症狀在中年之後才會出現。
目前造成動脈粥樣硬化的原因尚不明朗。相關的風險因子包括血中膽固醇異常、高血壓、糖尿病、吸菸、肥胖、動脈粥樣硬化的家族史、以及不健康的飲食習慣。血管壁的斑塊由脂肪、膽固醇、鈣、血栓、結締組織、以及其他血中物質組成。斑塊使得血管變得狹窄，含氧血的運送也因此被干擾。動脈粥樣硬化的診斷常包括理學檢查、心電圖、心臟壓力測試等等 。
預防動脈粥樣硬化的方式一般包括健康飲食、運動、戒菸、以及維持正常體重、用以降低血中膽固醇的他汀類藥物、抗高血压药，或是阿斯匹靈與抗凝血劑都常用來治療動脈粥狀硬化。除了藥物之外，經皮冠狀動脈介入治療、冠狀動脈繞道手術、以及頸動脈內膜切除手術等手術也可以用來治療動脈粥樣硬化。
動脈粥樣硬化這個疾病最早在1575年就有記載，但疾病本身的歷史遠久於此，在超過5000年前的考古證據中就已經有動脈粥樣硬化的蹤跡。動脈粥樣硬化一般在年輕時便已經發生，然後隨著年齡而惡化，大多數的老年人（65歲以上）都患有不同程度的動脈粥樣硬化。動脈粥樣硬化是已開發國家排名第一的致死與致殘疾病。

## 病理
在过去很长时间裡动脉硬化始终是医学和生物化学研究的重点。其原因是因为它的普及性。许多人有动脉硬化，但是这个状态可以数年、数十年在人体内存在，却不显示出任何病态，然后它会突然以局部缺血、心绞痛、心肌梗塞、中风或心力衰竭等致命病爆发。在发展国家中动脉硬化后果是最常见的死因。
动脉硬化的特征是动脉的慢性退化及动脉壁的逐渐变化。由于结缔组织的增长、细胞内外胆固醇、脂肪酸以及碳酸钙的沉积、膠原蛋白和蛋白聚糖的聚集动脉壁变硬变厚，动脉变细，整个动脉失去弹性。
当胆固醇等物质堆积到了足够程度时，血管的内皮细胞会诱导单核细胞分化为巨噬细胞。巨噬细胞会吞噬血管壁之间的脂肪并使它们堆积于细胞内，脂肪使细胞成为泡沫细胞。
除主动脉外，常累及心脏的冠状动脉和脑、肾动脉，可以引起动脉粥样斑块破裂、血栓形成，管腔狭窄至闭塞，从而使有关器官的血液供应发生障碍。
由于动脉硬化过程非常复杂，参加的细胞和组织（上皮细胞、平滑肌、单核细胞、巨噬细胞、血小板）、分子（脂蛋白、生长激素、胆固醇、脂肪、膠原蛋白和细胞因子等）多样，其中关系错综，因此至今为止在医学上没有良好的可以预言动脉硬化的模型和技术。

## 致病風險因素
通过众多病史学和临床研究至少可以总结出一定的、有利于动脉硬化形成的因素。

### 後天可變的
- 糖尿病[17]
- 血脂異常[17]
- 吸菸[17]：吸烟可破坏血管壁，诱导平滑肌细胞（SMC）增生；
- 反式脂肪[17]
  - 高脂血症：公认的危险因素，主要是血浆总胆固醇和甘油三酯的增高，其中尤其胆固醇起关键作用；
- 腹部肥胖[17]
- 西方飲食[17]
- 胰岛素抵抗[17]
- 高血壓[17]：高血压病人易发生，并且早而严重，好发于血管分叉、弯曲处；

### 後天不可變的
- 年紀變大[17]
- 雄性[17]
- 家族史[17]
- 染色体畸变[17]

### 機率偏低未被完全確認
- 遗传因素：冠心病具有家族聚集现象，约200种基因可能对脂质的摄取、代谢、排泄产生影响。
- 其他：肥胖症、性别（男性）、高龄、病毒感染、饮食结构（比如高热量和高脂肪的食物；如肉類或油炸食物）被确定为动脉硬化的可能因素。
- 南亚後裔[18][19]
- 血栓形成體質（英语：Thrombophilia）[20][21][22]
- 飽和脂肪[17][23]
- 攝取過多糖类[17][24]
- 偏高的三酸甘油酯[17]
- 系統性炎症（英语：Systemic inflammation）[25]
- 高胰島素血症[26]
- 睡眠剥夺[27]
- 空氣污染[28][29]
- 久坐的習慣[17]
- 砷中毒[30]
- 酒精[17]
- 慢性壓力（英语：Chronic stress）[17]
- 甲狀腺機能低下症[31]
- 牙周炎[32]：感染导致牙龈发炎、损伤，病菌进入血管可导致动脉粥样硬化。[33]

## 預防
大量流行病學研究和隨機對照臨床試驗證實，低密度膽固醇的升高是引發動脈粥狀硬化的的一個重要因素，因此推動終身的健康生活方式與飲食能幫助管理血液中的膽固醇。即使是基因遺傳導致動脈粥狀硬化風險較高的人也可通過改變生活方式來降低多達50%的風險。除此之外，保持正常的體重和血糖、減少單醣和精製碳水化合物攝入量與增加運動頻率均可改善血脂水平並促進健康。

## 治療
臨床試驗證實可以透過以下藥物減少血液中低密度膽固醇含量進而減少動脈粥狀硬化心臟病的風險：
- 他汀類藥物：HMG-CoA reductase的競爭性抑制劑，可影響膽固醇合成過程中的速率決定步驟。對HMG-CoA reductase的抑制會使肝臟合成更多LDL受體，使LDL更容易從血液循環內清除。其為降低低密度膽固醇之首選用藥然而需注意其肌痛的不良反應。[36]
- Ezetimibe：阻斷Niemann-Pick C1-like 1 cholesterol transfer protein，從而抑制腸道和膽道的膽固醇吸收，使肝臟LDL受體表達增加。通常會與他汀類藥物合用。[37]
- PCSK9 抑制劑：使PCSK9 enzyme失去活性無法分解LDL受體，從而增加肝細胞上的LDL受體數量，進而促進血液循環內LDL膽固醇的清除。[38]
- N-3 fatty acid：可減少肝臟內VLDL的生成並少量增加血液循環內VLDL膽固醇的清除，進而通過這一方式降低血中triglyceride濃度。[39]